# Capnioneura
Capnioneura is een geslacht van steenvliegen uit de familie Capniidae. De wetenschappelijke naam van het geslacht is voor het eerst geldig gepubliceerd in 1905 door Ris.

## Soorten
Capnioneura omvat de volgende soorten:
- Capnioneura aptera Berthélemy, 1969
- Capnioneura balkanica Baumann & Kacanski, 1975
- Capnioneura bolkari Vinçon & Sivec, 2011
- Capnioneura brachyptera Despax, 1932
- Capnioneura caucasica Zhiltzova, 1964
- Capnioneura gelesae Berthélemy & Baena-Ruiz, 1984
- Capnioneura gouanerae Vinçon & Sivec, 2011
- Capnioneura libera (Navás, 1909)
- Capnioneura mitis Despax, 1932
- Capnioneura narcea Vinçon & Sánchez-Ortega, 2002
- Capnioneura nemuroides Ris, 1905
- Capnioneura petitpierreae Aubert, 1960
- Capnioneura petricola Giudicelli, 1967
- Capnioneura valandovi Ikonomov, 1978